# Wojciech Boniecki
Wojciech Boniecki (ur. 23 maja 1987 w Ełku) – polski piłkarz ręczny, grający na pozycji bramkarza. Zakończył karierę.

## Kariera
Wojciech Boniecki rozpoczął karierę w 1998 roku w swoim macierzystym klubie UKS "Dwójka" Ełk, gdzie występował do 2003 roku. W latach 2003–2006 grał w barwach SMS Gdańsk i MKS Truso Elbląg.
W 2006 roku przeniósł się do Travelandu Olsztyn, grając w składzie zespołu do sezonu 2012/2013. W sezonie 2009/2010 wystąpił w jednym, zaś w sezonie 2010/2011 w 26 meczach ekstraklasy.
Od roku szkolnego 2012/2013 nauczyciel wychowania fizycznego w Zespole Szkół Ekonomicznych w Olsztynie.